# VI. Reserve-Korps (Deutsches Kaiserreich)
Das VI. Reserve-Korps war ein Großverband der Armee des Deutschen Kaiserreiches.

## Unterstellungen
Dem Verband unterstanden im August 1914 zu Beginn des Ersten Weltkriegs folgende Einheiten:
- 11. Reserve-Division
  - 23. Infanterie-Brigade
    - Infanterie-Regiment Nr. 22
    - Infanterie-Regiment Nr. 156

  - 21. Reserve-Infanterie-Brigade
    - Reserve-Infanterie-Regiment Nr. 10 (I. Bataillon Striegau, II. Wohlau, III. Breslau)
    - Reserve-Infanterie-Regiment Nr. 11 (I. Bataillon Glatz, II. Schweidnitz, III. Münsterberg)

  - Reserve-Feldartillerie-Regiment Nr. 11 (I. Abteilung Breslau, II. Schweidnitz; aufgestellt von FAR Nr. 6 und 42)
  - Reserve-Husaren-Regiment Nr. 4 (aufgestellt zu 3 Eskadronen vom Husaren-Regiment Nr. 6)
  - 4. Kompanie Pionier-Bataillon Nr. 6

- 12. Reserve-Division
  - 22. Reserve-Infanterie-Brigade
    - Reserve-Infanterie-Regiment 23 (I. und II. Bataillon Oppeln)
    - Reserve-Infanterie-Regiment Nr. 38 (I. Bataillon Oels, II. und III. Breslau)
    - Reserve-Jäger-Bataillon Nr. 6 Oels

  - 23. Reserve-Infanterie-Brigade
    - Reserve-Infanterie-Regiment Nr. 22 (I. Bataillon Rybnik, II. Ratibor, III. Cosel)
    - Reserve-Infanterie-Regiment Nr. 51 (I. Bataillon Neisse, II. Gleiwitz)

  - Reserve-Feldartillerie-Regiment Nr. 12 (I. Abteilung Neisse, II. Neustadt/O.S.; aufgest. d. FAR Nr. 21 u. 57)
  - Reserve-Ulanen-Regiment Nr. 4 (aufgestellt zu 3 Eskadronen von Ulanen-Regiment Nr. 2)
  - 1. und 2. Reserve-Kompanie/Pionier-Bataillon Nr. 6

## Geschichte

### Erster Weltkrieg

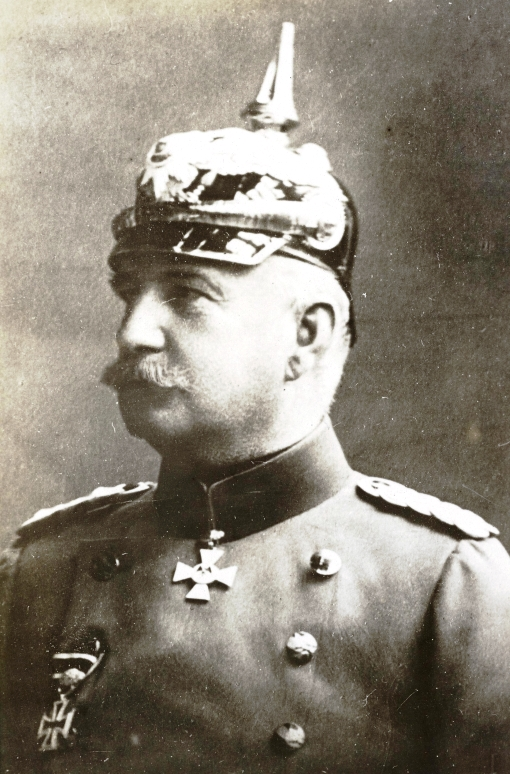
Konrad Ernst von Goßler

Mit der Mobilmachung bei Ausbruch des Ersten Weltkriegs wurde General der Infanterie von Goßler durch ein Kabinettsorder zum Kommandierenden General des schlesischen VI. Reserve-Korps ernannt. Der Großverband verlegte an die Westfront und wurde der 5. Armee unterstellt. Als Generalstabschef fungierte Oberst von Rath, die 11. Reserve-Division stand unter Generalmajor Surén, die 12. Reserve-Division führte Generalleutnant von Lüttwitz.
Am 22. August 1914 stand das Korps in der Schlacht bei Longwy-Longuyon. Gegenüber dem französischen 5. Korps unter General Brochin griff das VI. Reserve-Korps – links mit der 12. Reserve-Division über Laix – ebenfalls auf Longuyon und Pierrepont an und erreichte die Linie Frants–Cutry–Doucourt–Baslieux. Rechts ging die 11. Reserve-Division über Cutry–Chenieres auf die Linie Grandville-Ugny vor. Die 12. Reserve-Division wurde von Joppecourt her in die linke Flanke angegriffen, hielt aber den Feinddruck bei Doncourt stand, bis die Hilfe der 10. Reserve-Division einlangte. Am 23. August erreichten die Truppen die Linie Beuveille-Arrancy und umschlossen die Festung Longwy, die durch die französische Brigade des Generals Darche verteidigt wurde. Vor Longwy war die 11. Reserve-Division von Dorbey her angelangt und bereitete den Angriff auf die Stadt vor. Die 12. Reserve-Division eroberte Doncourt und Beuveille. Das Korps rang am 24. August mit 12. Reserve-Division um Arrancy und wurde gegen die Linie St. Laurent–Pillon angesetzt. Am 25. August wurde auf den Höhen südlich des Othainbaches und zwischen St. Laurent bis Sorbey weitere Geländegewinne erzielt.
Nach der Schlacht ging das Korps am Othain-Abschnitt in den Stellungskrieg über, am linken Flügel etablierte sich im folgenden Jahr die Armeeabteilung Strantz.
Bei der Offensive gegen Verdun 1916 unterstützte das Korps anfangs nur durch Artillerie und begann erst am 6. März seinen Angriff am westlichen Maasufer. Der 12. und 22. Reserve-Division gelang am 7. März die Einnahme der Dörfer Regnéville und Forges und der strategisch wichtigen Höhenstellungen Côte de l’Oie (Gänserücken) und Côte de Poivre (Pfefferrücken). Am 14. März 1916 gelang den Schlesiern die Eroberung eines der Gipfel des Mort Homme und am 30. März die Einnahme des Dorfes Malancourt. Das VI. Reserve-Korps wurde hier bald aus der Front gezogen und als Reserve nach Bapaume verlegt, von dort wurde es Anfang Juli gleich wieder in der Schlacht an der Somme zur Abwehr englischer Angriffe eingesetzt.
Im Frühjahr 1917 deckte das Korps als Gruppe Souchez im Raum Lens die Linie Lievin – Angres – Givenchy mit der 11. Reserve-Division und der 16. bayerischen Division. Zu Beginn der Schlacht von Arras wurde das Generalkommando durch das VIII. Reserve-Korps abgelöst.
Bei der deutschen Frühjahrsoffensive im März 1918 wurde das Korps Borne der 17. Armee zugeteilt. Im Juli 1918 verstärkte es die Front der 7. Armee im Raum südwestlich Reims und griff bei Chambrecy kurzfristig an. Nach der französischen Gegenoffensive aus dem Foret de la Montagne musste sich das Korps zurückziehen.

### Grenzschutz Ost (1919)
Dem Armeeoberkommando Nord des „Grenzschutz Ost“ (AOK Nord) in Königsberg später Bartenstein unter der Führung des Kommandierenden Generals Ferdinand von Quast wurde im Januar 1919 das VI. Reserve-Korps zur Grenzschutzsicherung von Ostpreußen unterstellt. Im Dezember 1918 hatte sich die 8. Armee von der Weltkriegsfront gelöst und war nur noch in Teilen im Gouvernement Livland präsent. Damit gab es zwischen der vorrückenden sowjetischen Roten Armee und Ostpreußen keinerlei militärischen Schutz. Mit Duldung der Entente sollte das AOK Nord die verschiedenen Freiwilligenverbände führen und versorgen und die Rote Armee aufhalten.
Anfang Februar 1919 übernahm das VI. Reserve-Korps die Befehlsführung in Kurland. Dem Kommandierenden General, Generalmajor Rüdiger von der Goltz, unterstanden das Gouvernement Libau, die Baltische Landeswehr, die Eiserne Division, die eintreffende 1. Garde-Reserve-Division und verschiedene kleinere Freikorps. Anfang März fand eine größere Offensivaktion bis Mitau statt. Die Rückeroberung Rigas am 22. Mai 1919 wurde offiziell ohne die Führung des Korps durchgeführt, da die reichsdeutschen Truppenteile keine Genehmigung für ein weiteres Vorgehen erhalten hatten. Im September ging die Masse der noch nicht zurückgeführten Freikorps zur Westrussischen Befreiungsarmee über. Diese verließen damit das VI. Reservekorps und den deutschen Staatsverband.
Am 13. Oktober 1919 löste Generalleutnant von Eberhardt von der Goltz, ab, der wegen seiner eigenmächtigen Politik im Baltikum weder bei den Siegermächten noch bei der deutschen Reichsregierung weiterhin tragbar war. Nach der militärischen Niederlage der Westrussischen Befreiungsarmee traten die deutschen Freikorps am 10. November zum Korps zurück, welches ihre Evakuierung bis Dezember 1919 nach Ostpreußen organisierte.

## Kommandierender General
| Dienstgrad             | Name                    | Datum                                  |
| ---------------------- | ----------------------- | -------------------------------------- |
| General der Infanterie | Konrad Ernst von Goßler | 2. August 1914 bis 9. Februar 1917     |
| General der Infanterie | Kurt von dem Borne      | 10. Februar 1917 bis 19. Dezember 1918 |
| Generalleutnant        | Alfred von Kleist       | 10. bis 18. Januar 1919                |
| Generalleutnant        | Paul Grünert            | 19. Januar bis 1. Februar 1919         |
| Generalmajor           | Rüdiger von der Goltz   | 2. Februar bis 12. Oktober 1919        |
| Generalleutnant        | Walter von Eberhardt    | 12. Oktober 1919                       |